# Aldobrandino I d'Este
Aldobrandino I d'Este est un gentilhomme italien membre de la maison d'Este, né vers 1190 et mort en 1215. Son bref passage à la tête de la famille se traduit par des concessions dans tous ses domaines et le recul de l'influence de la maison D'Este.

## Filiation et arrivée au pouvoir
Fils d'Azzo VI d'Este (Azzolino) et de sa première épouse (issue de la famille Aldobrandini), Aldobrandino d'Este succède à son père à la mort de ce dernier (1212). Il se trouve immédiatement en butte à la renaissance des oppositions qu'Azzolino avait su, en son temps, contenir. Contraint à faire des concessions à Ferrare, dans la marche de Trévise et celle d'Ancône, il reste opposé à l'empereur Othon IV et soutient le pape Innocent III et son protégé, le futur empereur Frédéric II.

## Campagne de la marche d'Ancône
Peu de temps après la mort d'Azzolino, le pape Innocent III demande instamment à Aldobrandino de prendre possession de la marche d'Ancône, que son père avait obtenu en fief de l'Église. Son insistance est telle qu'Aldobrandino, pour se rendre disponible auprès du Pape et ne pas perdre Ancône, doit négocier avec Padoue et avec ses opposants à Ferrare. Il parvient, entre 1212 et 1213, alors qu'il est podestat de la ville, à y maîtriser les ambitions de Salinguerra Torelli, vieil ennemi de son père, mais il doit pour cela l'associer au gouvernement de la cité.
Il arrive finalement en 1214 dans la marche d'Ancône, dont il est officiellement marquis, pour y battre les troupes du prétendant au marquisat soutenu par Othon IV. Il négocie ensuite avec quelques cités, qui, moyennant le respect de leurs privilèges et libertés, acceptent de se ranger à ses côtés, tandis que l'essentiel du territoire reste fidèle à Othon. Pour financer l'opération, Aldobrandino doit non seulement engager certaines de ses possessions, mais aussi laisser son demi-frère, Azzo VII, en otage à ses banquiers florentins.

## Mort et succession
Aldobrandino meurt dans la marche d'Ancône en 1215, peut-être empoisonné. Sa mort semble avoir mis fin aux ambitions de la famille D'Este dans cette partie de l'Italie, quand bien même ses représentants continuent, jusque dans les années 1330, à porter le titre de marquis d'Ancône.
À sa mort, Aldobrandino laisse une seule fille, Béatrice (née en 1215), qui épousera André II, roi de Hongrie.
Son demi frère Azzo VII d'Este lui succède, mais Alix de Châtillon, sa mère, doit d'abord payer une rançon pour que les Florentins, qui le tiennent en otage comme garantie des prêts consentis pour la campagne de la marche d'Ancône, acceptent de le relâcher.